# Anja Mandeljc
Anja Mandeljc (Jesenice, 4 giugno 1999) è una fondista slovena.

## Biografia
Attiva dal febbraio del 2014, la Mandeljc ha esordito in Coppa del Mondo il 20 gennaio 2018 a Planica in una sprint (57ª), ai Campionati mondiali a Oberstdorf 2021, dove si è classificata 47ª nella 10 km, e ai Giochi olimpici invernali a Pechino 2022, dove si è piazzata 66ª nella 10 km e 59ª nella sprint; ai Mondiali di Planica 2023 è stata 28ª nella 10 km, 46ª nella sprint, 8ª nella sprint a squadre e 11ª nella staffetta e a quelli di Trondheim 2025 si è classificata 21ª nella 10 km e 24ª nello skiathlon.

## Palmarès

### Coppa del Mondo
- Miglior piazzamento in classifica generale: 62ª nel 2023